# 십이야 (1996년 영화)
《십이야》(Twelfth Night: Or What You Will)는 미국에서 제작된 트레버 넌 감독의 1996년 코미디, 드라마, 멜로/로맨스 영화이다. 윌리엄 셰익스피어가 쓴 동명의 희곡 십이야를 바탕으로 제작되었다. 이모겐 스텁스 등이 주연으로 출연하였고 스티븐 에반스 등이 제작에 참여하였다. 이 영화는 19세기를 배경으로 하고 있다.

## 줄거리
쌍둥이 남매 비올라와 세바스찬은 배 위에서 공연을 하며 관객들을 즐겁게 한다. 하지만 항해 중 폭풍을 만나 난파되고, 둘은 헤어지게 된다. 비올라는 일리리아 해변에 도착하고, 오빠 세바스찬이 죽었다고 믿는다. 이후 비올라는 남자 '세자리오'로 변장하여 지역 영주 오르시노의 궁정에 들어간다.
오르시노는 최근 오빠를 잃고 슬픔에 잠긴 올리비아 백작 부인을 열렬히 짝사랑하지만, 그녀는 그를 피한다. 오르시노는 '세자리오'를 보내 구애하지만, 올리비아는 오히려 '세자리오'에게 사랑에 빠진다. 비올라는 자신의 남장한 모습에 빠진 올리비아와, 자신이 사랑하는 오르시노 사이에서 갈등한다.
한편 올리비아의 하인들은 그녀의 거만하고 늙은 집사 말볼리오를 속여 올리비아가 그를 사랑한다고 믿게 만든다. 말볼리오는 올리비아에게 구애하려 하지만, 오히려 정신병자로 몰려 갇혀 고초를 겪는다. 올리비아의 삼촌 토비 경은 친구인 멍청한 앤드류 경에게 올리비아에게 구혼하라고 부추긴다. 토비 경은 앤드류 경을 부추겨 '세자리오'에게 결투를 신청하게 하지만, 결과는 좋지 않다.
사실 난파 사고에서 살아남은 비올라의 쌍둥이 오빠 세바스찬은 안토니오의 도움을 받아 일리리아에 도착한다. 안토니오는 오르시노의 궁정에 적이 많아 도망치다 '세자리오'를 만나지만, 그를 세바스찬으로 착각하고 배신감에 분노한다. 올리비아의 영지에 도착한 세바스찬은 '세자리오'로 오인받아 올리비아와 결혼한다. 이 사실을 알게 된 오르시노는 분노하여 '세자리오'를 해고하지만, 곧 세바스찬과 '세자리오'가 만나고 비올라는 자신의 정체를 밝힌다. 결국 오르시노는 비올라와 결혼하게 된다.
영화는 두 커플의 결혼 축하 파티로 마무리된다. 망신을 당한 앤드류 경과 말볼리오를 포함한 다른 등장인물들도 당당하게 영지를 떠나고, 페스테가 노래를 부른다.

## 출연

### 주연
- 이모겐 스텁스
- 헬레나 본햄 카터
- 토비 스티븐스

### 조연
- 스티븐 맥킨토시
- 리차드 E. 그랜트
- 나이젤 호손
- 벤 킹슬리
- 멜 스미스
- 이멜다 스턴톤
- 니콜라스 파렐
- 피터 건
- 팀 벤팅크
- 로드 컬벗슨
- 제임스 월커
- 제프 홀

## 기타
- 원작자: 윌리엄 셰익스피어
- 라인프로듀서: 마크 쿠퍼
- 미술: 소피 베셔
- 의상: 존 브라이트